# 주이란 영국 대사관
주이란 영국 대사관(영어: British Embassy Tehran, 페르시아어: سفاره المملكه المتحده فى ايران)은 이란 테헤란 피르다우시 대로 172번가에 위치한 영국 대사관이다.
2011년에 일어난 주이란 영국 대사관 공격 사건, 이란 정부의 영국 대사 추방 이후에 영국 정부는 이란과의 외교 관계를 "가능한 최저 수준"으로 격하하고 이란 주재 대사관을 폐쇄했다. 그러나 2013년에 이란에서 하산 로하니 대통령이 취임하면서 영국과 이란 간의 관계가 개선되었다. 영국과 이란 양국 정부는 상대 국가와의 외교 관계를 수행하기 위해 임시대리대사를 임명했다. 2015년 8월에 주이란 영국 대사관이 재개관했고 2016년에는 영국과 이란 간의 외교 관계가 대사급으로 복원되었다. 현재는 대사가 다시 한 번 관계를 담당하고 있다. 현직 주이란 영국 대사는 사이먼 셔클리프(Simon Shercliff)이다.

## 역사
1821년에 테헤란의 구 바자르에서 페르시아 주재 영국 대표부가 처음 설립되었다. 그러나 테헤란의 인구 과밀과 열악한 위생 조건은 1860년대까지 영국 정부가 더 적합한 장소를 찾도록 요구받았고 피르다우시 대로에 위치한 공관 부지를 구입하게 된다. 영국 정부는 새 공사관 건물의 건설을 감독하기 위해 건축가인 제임스 와일드를 임명했는데 와일드는 중동에서 경험이 있던 건축가였다. 이 건물은 1876년 6월에 완공되었다.

### 페르시아 헌법혁명

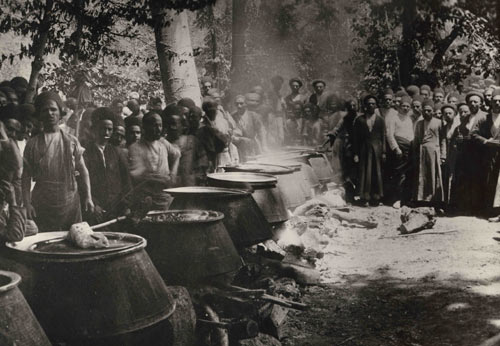
주페르시아 영국 공사관에 피신한 테헤란 시민들 (1906년 촬영)

주이란 영국 대사관과 관련된 모든 역사적 사건들 가운데 가장 유명한 것은 1906년 7월부터 8월 사이에 일어난 대규모 성역 피난이다. 페르시아 헌법혁명 기간 동안에 약 12,000명에서 16,000명에 달하는 테헤란 시민들이 주페르시아 영국 공사관 경내에서 성역을 형성했고 도시의 삶을 마비시켰다. 결국 카자르 제국의 무자파르 앗 딘 샤 국왕은 페르시아 국민들의 요구를 수용하여 1906년 8월 5일에 헌법을 제정하고 의회를 설립하는 내용을 담은 칙령을 공포하게 된다.

### 이란 혁명
1979년에 이란에서 루홀라 호메이니가 주도한 이슬람 혁명이 일어나자 주이란 영국 대사관은 스웨덴 정부의 보호를 받게 된다. 이란 정부는 1981년에 주이란 영국 대사관 직원들을 좌절시키기 위한 의도적인 노력으로 아일랜드 단식투쟁을 주도한 아일랜드 공화국군 임시파(PIRA) 요원이자 영국 하원 의원인 바비 샌즈의 이름을 따서 윈스턴 처칠가(Winston Churchill Street)를 "바비 샌즈가"(Bobby Sands Street)로 변경했다. 이에 대응하여 주이란 영국 대사관의 입구가 피르다우시 대로와 마주보는 경내의 측면으로 옮겨졌고 대사관의 공식 주소도 변경되었다. 1987년에는 주이란 영국 대사관 직원들이 영국과 이란 간의 관계에 차질이 생기자 테헤란에서 철수했다. 그러다가 1988년 11월에 제프리 하우 영국 외무장관 제프리 하우가 알리 아크바르 벨라야티 이란 외무장관과의 만남을 통해 양국 간의 외교적 접촉을 재개하기로 합의했다. 1989년 1월에는 주이란 영국 대사관 직원들이 테헤란으로 귀환했다.

### 악마의 시 사건
1989년 2월 14일에는 이란의 아야톨라인 루홀라 호메이니가 소설 《악마의 시》를 지은 영국의 소설가인 살만 루슈디, 문제의 작품을 출판한 출판사에 대한 궐석 재판에서 이슬람교를 모욕한 혐의를 적용하여 무슬림들에게 이들을 처형하라는 파트와(명령)를 제정했다. 유럽 공동체 회원국들의 외무장관은 이에 대응하여 이란 주재 외교 공관을 철수하는 안건에 동의했는데 당시 유럽 공동체 회원국이었던 영국 정부도 이란 주재 대사관 직원들을 철수시켰다. 그러나 이라크의 쿠웨이트 침공은 1990년 9월에 다시 한 번 영국과 이란 간의 외교 관계를 복원하는 것을 바람직하게 만들었다. 이란과 영국은 1991년에 외교 관계를 임시대리대사급으로 복원했으나 대사급으로 복원하는 데에는 소극적이었다.

### 미코노스 레스토랑 피살 사건
1997년 4월 10일에 독일 베를린 고등법원이 1992년 9월 17일에 독일 베를린에 위치한 미코노스 레스토랑에서 발생한 이란 출신 쿠르드족 야권 정치인 4명이 피살당한 사건에 대해 이란의 정보 기관 구성원들에게 책임이 있다는 판결을 내렸다. 유럽 연합 회원국들은 이란 주재 공관에서 직원들을 철수했는데 당시 유럽 연합 회원국이었던 영국 정부도 이에 동조했다. 그러나 1997년 11월에 이란에서 모하마드 하타미 대통령이 선출된 이후에 대표단 수장들은 시민 사회의 확립과 법치주의를 추구하며 더 넓은 국제적 이해를 증진시키겠다는 결의를 보였다. 영국과 이란은 1999년에 양국 관계를 대사급으로 공동 격상시켰다.

### 2011년 주이란 영국 대사관 습격 사건

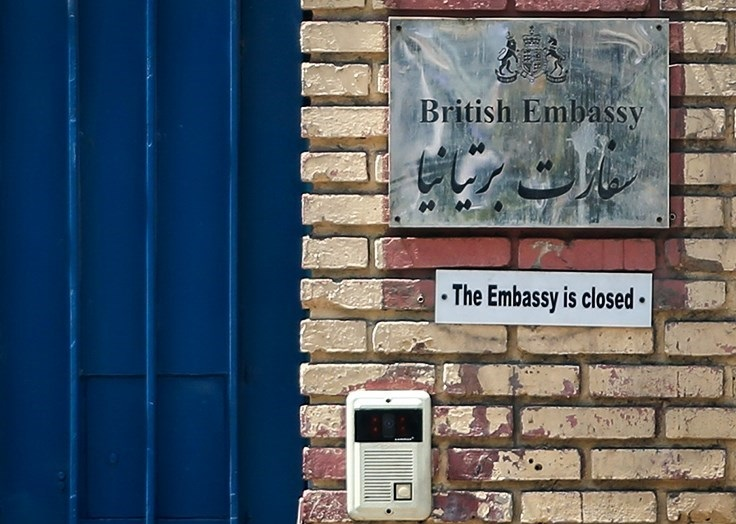
폐쇄된 상태로 있던 주이란 영국 대사관 (2015년 촬영)

2011년 11월 29일에 이란의 시위대가 테헤란 주재 영국 대사관 건물 2곳에 난입했다. 시위대는 영국 대사관 창문을 부수고, 사무실을 뒤지고, 영국 정부 문서에 불을 지르고, 영국의 국기를 불태웠다. 또한 영국 대사관에 전시되어 있던 엘리자베스 2세 영국 여왕의 초상화를 떼어내고 영국의 국기를 이란의 국기로 바꿔 달았다.
영국 정부는 2011년에 미국·캐나다 정부와 함께 핵무기 개발 의혹을 받고 있던 이란에 대한 제재를 가했다. 이란 정부 산하 수호자 평의회는 이에 대한 대응 조치로 주이란 영국 대사를 추방시키고 영국과의 외교 관계를 격하하는 내용을 담은 의회 법안을 승인했는데 주이란 영국 대사관 습격 사건도 이를 계기로 벌어졌다.
영국 외무부는 이에 대해 "우리는 이에 격분했다. 그것은 완전히 받아들일 수 없고 우리는 그것을 비난한다."고 밝혔다. 이란 국영 통신사의 보도에 따르면 시위대는 주로 젊은 성인들로 구성되었다고 한다. 영국 정부는 2011년 11월 30일을 기해 이란 테헤란 주재 영국 대사관을 폐쇄하고 영국 런던 주재 이란 대사관도 폐쇄한다고 밝혔다. 영국은 이란에 있는 영국 시민들에게 영사 지원을 계속하기 위해 스웨덴을 이익대표국으로 지정했고 이란은 오만을 영국에서의 이익대표국으로 지정했다.

### 외교 관계 재정립
영국 정부는 2013년 7월에 하산 로하니가 이란 대통령 선거에서 당선됨에 따라 이란과 "단계적"으로 더 나은 관계를 여는 것을 고려할 것이라고 밝혔다. 2013년 10월 17일에는 이란과 영국이 상대방 국가에 주재하는 임시대리대사를 임명하기로 합의했다. 영국과 이란은 2013년 11월에 스웨덴과 오만의 이익대표국 협정을 종료하기로 합의하고 런던과 테헤란 사이의 양자 관계를 수행하기 위해 임시대리대사를 임명했다.
2014년 6월 17일에 영국 정부가 이란 핵합의 타결을 계기로 이란 테헤란 주재 대사관을 재개관할 계획을 밝히면서 이란 정부가 영국 런던 주재 대사관을 재개관할 것이라고 예측했다. 2015년 8월에는 필립 해먼드 영국 외무장관에 의해 주이란 영국 대사관이 재개관되었다.

### 주이란 영국 대사 체포 사건
2020년 1월 11일에 로버트 매케어 이란 주재 영국 대사가 이란에서 체포되었다가 석방되었다. 도미닉 라브 영국 외무장관은 이 사건을 "명백한 국제법 위반"이라고 묘사했다.

## 골하크 정원

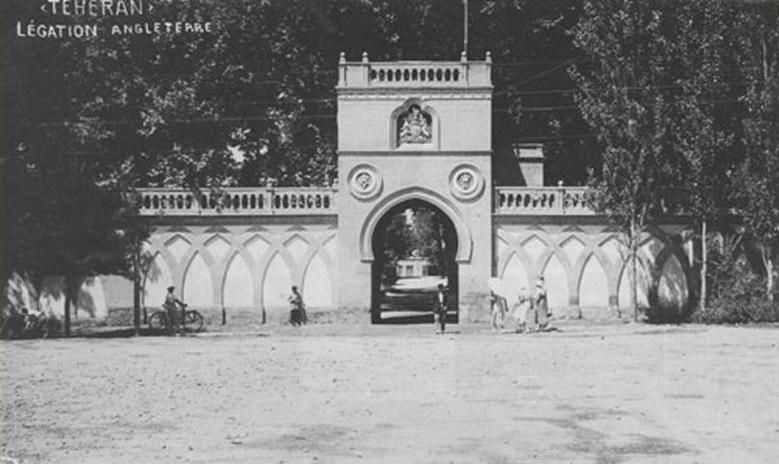
주이란 영국 대사관 (1920년대 촬영)

골하크 정원(영어: Gholhak Garden, 페르시아어: باغ قلهک)은 이란 테헤란 북부 골하크에 위치한 영국의 외교 공관이다. 높은 벽으로 둘러싸인 널따란 나무줄기는 20만 평방미터에 이르며 이란에 주재하는 영국의 외교관과 그 가족들이 살고 있다. 골하크 정원은 테헤란 전쟁 묘역의 본거지이기도 하다. 이 곳은 영국과 이란의 소유권 및 관리에 대한 외교적 논쟁의 중심에 있다.
카자르 제국은 대영 제국의 전성기인 19세기에 이란 주재 영국 대사의 여름 별장으로 사용할 수 있도록 골하크 정원 부지를 영국 정부에 양도했다. 골하크 정원은 테헤란 중심부에서 남쪽으로 몇 마일 정도 떨어진 곳에 위치한 유서 깊은 영국 대사관과 분리되어 있으며 현재 영국 대사들이 수십 년 동안 살고 있다. 오늘날 골하크 단지에는 몇몇 영국 외교관들과 그 가족들, 그리고 몇몇 이란 대사관 직원들이 거주하고 있다.
이란은 이슬람 공화국 체제가 수립된 이후에 영국과 껄끄러운 관계를 유지했기 때문에 간혹 영국 정부에 골하크 정원 부지를 반환할 것을 요구했다. 테헤란 중심부에 있는 골하크 가든과 영국 대사관은 1979년에 일어난 주이란 미국 대사관 인질 사건 당시에 주이란 미국 대사관이 시위대에 점령된 이후에 더 이상 표적이 되지 않아 이란 정부가 조직한 주기적인 반서방 시위의 대상이 되어 왔다.
2011년 11월 29일에는 이란 시위대가 테헤란 시내와 골하크 정원에 위치한 영국 대사관을 습격했다. 이번 사건은 이란의 핵무기 프로그램에 대한 긴장이 고조되고 있는 가운데 발생했다. 시위대는 골하크에 침입해 영국 대사관 직원 6명을 잠시 연행한 뒤 이란 경찰에 의해 풀려났다. 영국은 이러한 습격 사건에 대해 분노를 표시하고 "심각한 결과"를 경고했다.

## 같이 보기
- 주영국 이란 대사관